# Viceministerio de Políticas Comunicacionales de Bolivia
La Viceministerio de Políticas Comunicacionales de Bolivia es un viceministerio boliviano que tiene por misión diseñar, elaborar y desarrollar políticas y estrategias de comunicación gubernamental. Tiene bajo su dependencia a la Dirección General de Estrategias Comunicacionales (DGEC) y a la Dirección General de Información Gubernamental (DGIG).
El viceministerio también elabora y proyecta normas de comunicación gubernamental, coordina información del ministerio con otros ministerios del estado así como también con otras  instituciones estatales. 
El viceministerio es también el  encargado de informar a la opinión pública sobre los principales temas de interés coyuntural, además de coordinar con otros ministerios las tareas de monitoreo de información. Otro de los objetivos del viceministerio es la supervisión de la emisión de los 
boletines, de las cartillas, de las páginas web, de revistas, así como también de los periódicos y demás documentos comunicacionales. El viceministerio tiene también por finalidad apoyar al Ministro de Comunicación en lo que se refiere a las actividades de comunicación interministerial así como también apoyar en la información y difusión de las diferentes políticas y acciones gubernamentales.

## Viceministros
| Nombre                         | Posesionado/a por el Ministro/a | Período como Viceministro                        | Duración en el Cargo      | Referencias                        |
| ------------------------------ | ------------------------------- | ------------------------------------------------ | ------------------------- | ---------------------------------- |
| Leyla Rocio Medinaceli Monrroy | Iván Canelas Alurralde          | 10 de marzo de 2011 - 8 de febrero de 2012       | 10 meses y 29 días        | [ 2 ]                              |
| Carla Espinoza Iturri          | Amanda Dávila Torres            | 8 de febrero de 2012 - 4 de marzo de 2016        | 4 años y 25 días          | [ 3 ] [ 4 ] [ 5 ] [ 6 ]            |
| Paola Susana Gonzales García   | Marianela Paco Durán            | 4 de marzo de 2016 - 10 de noviembre de 2019     | 3 años, 8 meses y 6 días  | [ 7 ] [ 8 ] [ 9 ]                  |
| Danilo Jorge Romano Molina     | Roxana Lizárraga Vega           | 21 de noviembre de 2019 - 3 de diciembre de 2019 | 12 días                   | [ 10 ] [ 11 ] [ 12 ] [ 13 ]        |
| Martín Diaz Meave              | Roxana Lizárraga Vega           | 6 de diciembre de 2019 - Actualidad              | 5 años, 3 meses y 12 días | [ 14 ] [ 15 ] [ 16 ] [ 17 ] [ 18 ] |